# Бухалов, Иван Алексеевич
Иван Алексеевич Бухалов  (ок. 1859 ― после 1897) — русский писатель.

## Биография
Сын унтер-офицера. Учился в Казанском учительском институте. Учитель Самарского городского училища (1881―1884). Переписываясь со старшим братом Николаем, состоявшим под гласным надзором полиции, интересовался революционным движением. С 1887 года служил в Самаре в правлении Самаро-Уфимской железной дороги. Правитель дел управления по постройке 3ападно-Сибирской железной дороги. Получил звание личного почётного гражданина. Печатался (с 1883) в основном в журналах «Отечественные записки» и «Вестник Европы». Вслед за сатирическим очерком «Земец. Опыт биографической истории земства» (1883) Бухалов опубликовал ряд рассказов, содержание которых ― критика общественных порядков, социальные конфликты (не без схематизма в изображении противоборствующих сторон): столкновение сельского учителя со старостой-стяжателем («Борьба», 1883) или инспектором-карьеристом («Из-за двенадцати с полтиной», 1883), положение учительницы («Не соблюла», 1884) , нравственная деградация учителей уездного городка («От скуки», 1884), история крестьянского пария, наперекор сопротивлению среды овладевшего грамотой и ставшего учителем («Дошёл до дела», 1883; переиздана под названием «Максим-самоучка»; 5-е издание ― 1897). Бухалову принадлежат также рассказы «Отрезанный ломоть» (1883), «Макарушка» (1886) и очерк «Борьба с эпидемией» (1884). В 1880-х гг. Бухалов состоял в переписке с М. Е. Салтыковым-Щедриным.